# Bruchus tetragonus
Bruchus tetragonus is een keversoort uit de familie bladkevers (Chrysomelidae). De wetenschappelijke naam van de soort werd in 1886 gepubliceerd door Flaminio Baudi di Selve.